# Лінчбург (Південна Кароліна)
Лінчбург (англ. Lynchburg) — місто (англ. town) в США, в окрузі Лі штату Південна Кароліна. Населення — 318 осіб (2020).

## Географія
Лінчбург розташований за координатами 34°3′36″ пн. ш. 80°4′37″ зх. д. / 34.06000° пн. ш. 80.07694° зх. д. (34.060005, -80.076974).  За даними Бюро перепису населення США в 2010 році місто мало площу 2,93 км², уся площа — суходіл.

## Демографія
Згідно з переписом 2010 року, у місті мешкали 373 особи в 162 домогосподарствах у складі 88 родин. Густота населення становила 127 осіб/км².  Було 198 помешкань (68/км²).
Расовий склад населення:
| - 84,5 % — чорних або афроамериканців - 15,5 % — білих |

До двох чи більше рас належало 0,0 %. Частка іспаномовних становила 2,1 % від усіх жителів.
За віковим діапазоном населення розподілялося таким чином: 22,0 % — особи молодші 18 років, 58,4 % — особи у віці 18—64 років, 19,6 % — особи у віці 65 років та старші. Медіана віку мешканця становила 45,9 року. На 100 осіб жіночої статі у місті припадало 75,9 чоловіків;  на 100 жінок у віці від 18 років та старших — 72,2 чоловіків також старших 18 років.
Середній дохід на одне домашнє господарство  становив 30 689 доларів США (медіана — 21 705), а середній дохід на одну сім'ю — 39 790 доларів (медіана — 35 250). За межею бідності перебувало 42,1 % осіб, у тому числі 53,6 % дітей у віці до 18 років та 31,8 % осіб у віці 65 років та старших.
Цивільне працевлаштоване населення становило 95 осіб. Основні галузі зайнятості: виробництво — 24,2 %, освіта, охорона здоров'я та соціальна допомога — 18,9 %, мистецтво, розваги та відпочинок — 17,9 %.